# Burkhard Kling
Burkhard Kling (* 11. August 1962 in Gelnhausen; † 24. Mai 2023) war ein deutscher Kunsthistoriker und Leiter der beiden Museen Brüder Grimm-Haus Steinau und Museum Steinau in Steinau an der Straße in Hessen. Daneben war er auch als Dramaturg tätig.

## Leben und Wirken
Burkhard Kling studierte Kunstgeschichte, Neuere Geschichte und Ältere deutsche Literaturwissenschaft an der Universität Frankfurt am Main, unter anderem bei Ernst Erich Metzner. Seit seinem Studienabschluss als Magister Artium (M. A.) beschäftigte er sich als Kunsthistoriker insbesondere mit kunstgeschichtlichen Themen seiner Heimatregion Main-Kinzig sowie mit Themen der Brüder-Grimm-Forschung. Kling publizierte dazu mehrere Sachbücher und andere Veröffentlichungen.
Darüber hinaus engagierte Kling sich seit vielen Jahren im Bereich des Musiktheaters, wobei er sich vor allem als Dramaturg betätigte, aber auch Spielleitungen übernahm. Unter anderem arbeitete er für das Badische Staatstheater in Karlsruhe, die Oper Frankfurt und die Hochschule für Musik und Theater Hamburg, sowie für Festivals in Heidenheim an der Brenz, Schwetzingen und Zwingenberg.
1996 entwickelte er für die Stadt Gelnhausen ein Konzept für historische Stadtführungen, die zu einem anhaltenden Erfolg wurden.

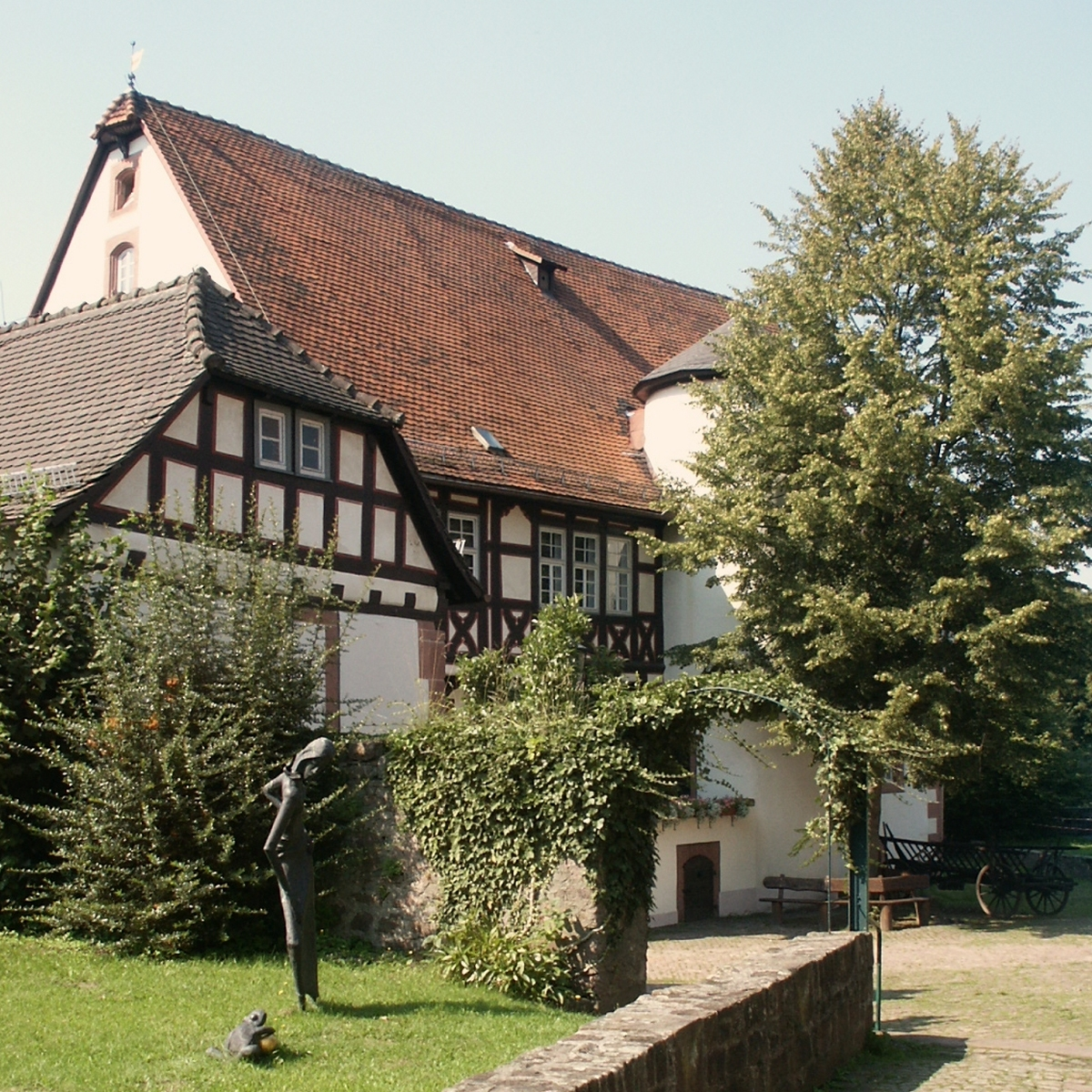
Brüder Grimm-Haus in Steinau an der Straße

1998 übernahm Kling die Leitung des von der osthessischen Stadt Steinau an der Straße gemeinsam mit der Brüder Grimm-Gesellschaft neu gegründeten Museums Brüder Grimm-Haus. Es wurde in dem ehemaligen Amtshaus eingerichtet, in dem einst der Vater der Brüder Grimm, Philipp Wilhelm Grimm (1751–1796), als hanauischer Amtmann tätig gewesen war und die Familie Grimm von 1791 bis 1796 gelebt hatte.
Das Steinauer Brüder Grimm-Haus ist mittlerweile eines der größten und wichtigsten Museen, die sich mit den Brüdern Grimm, Jacob Grimm (1785–1863) und Wilhelm Grimm (1786–1859), und ihrem Wirken befassen. Im Jahr 2009 nahm Kling eine Neukonzeptionierung und Modernisierung der musealen Ausstellung vor.
In dem Museum finden in unregelmäßigen Abständen auch Veranstaltungen, wie Erzählabende, sowie Kunst- und andere Sonderausstellungen statt. Unter anderem gelang es Kling, im zehnten Jubiläumsjahr 2008 den vollständigen „Grimm-Zyklus“ mit 39 Radierungen des bekannten britischen Künstlers David Hockney auszustellen.
2005 wurde direkt gegenüber vom Amtshaus, in der ehemaligen, mittlerweile sanierten und massiv ausgebauten Amtshofscheune das Museum Steinau …das Museum an der Straße eingerichtet und eröffnet, für das Kling ebenfalls die Leitung übernahm. Als Spezialmuseum präsentiert es außer der Stadt- und Regionalgeschichte vor allem das Thema Straße und Reisen sowie die Entwicklung des regionalen Töpferhandwerks, beinhaltet aber auch einige Exponate und Beiträge zur Familie Grimm.
Kling war Mitglied des Wissenschaftlichen Rats der Brüder Grimm-Gesellschaft in Kassel.
Burkhard Kling lebte in Gelnhausen.

## Auszeichnungen
Die von Kling geleiteten beiden Steinauer Museen Brüder Grimm-Haus und Museum Steinau wurden unter anderem für „eine besonders gelungene Umsetzung eines Museumskonzeptes“ mit dem Museums-Förderpreis 2008 der Sparkassen-Kulturstiftung Hessen-Thüringen ausgezeichnet.
2011 erhielt Burkhard Kling den Kulturpreis des Main-Kinzig-Kreises. 2023 wurde er mit dem Literaturpreis „Hessischer Literaturlöwe“ ausgezeichnet.

## Werke (Auswahl)
Sachbücher
- (Hrsg.) INK triftt Ludwig Emil Grimm. Ingrid Sonntag-Ramirez Ponce und Ludwig Emil Grimm im Dialog. CoCon-Verlag, Hanau 2010, ISBN 978-3-937774-91-6.
- (Hrsg.) Küss mich, dann kriegst du die Fernbedienung! Märchen in der Karikatur. Jonas-Verlag, Marburg 2009, ISBN 978-3-89445-417-3.
- (Hrsg.) David Hockney – sechs Märchen der Brüder Grimm. Jonas-Verlag, Marburg 2008, ISBN 978-3-89445-399-2.
- mit Klaus Puth (Hrsg.) Grimms Möhrchen, Hänsel und Gretel und Co. Brüder-Grimm-Haus, Steinau an der Straße 2005, ohne ISBN.
- mit Susanne Schaum (Hrsg.) Die Sanierung der Gelnhäuser Marienkirche. Tagebuchartige Aufzeichnungen, 1987 bis 2002. Eigenverlag, Gelnhausen-Haitz 2003, ohne ISBN.
- mit Claudia Tutsch: Carla Fioravanti – Romantik im Fluß. Brüder-Grimm-Museum, Kassel 2001, ISBN 3-929633-57-4.
- Die schönsten Schlösser und Burgen im Spessart. Wartberg-Verlag, Gudensberg-Gleichen 2000, ISBN 3-8313-1076-9.
- Gelnhausen: wie es früher war. Wartberg-Verlag, Gudensberg-Gleichen 2000, ISBN 3-86134-875-6.
- Die Ronneburg. Deutscher Kunstverlag, München u. a. 1993 (= Große Baudenkmäler. H. 471), ohne ISBN.
- mit Sabine Tischer, Gerhard Kaiser: Ein Spaziergang durch Gelnhausen. Klecks-Verlag, Gelnhausen 1988, ISBN 3-927026-00-X.
- Komm zu mir, oh lieber Gast, wenn Du Geld im Beutel hast – Historische Wirtshausschilder aus Steinau an der Straße. In: Hessische Heimat, 59. Jahrgang, 2009, S. 20–26.
- Gefäßformen beim Steinzeug aus der Region. In: Steinzeug in Fulda. Herausgegeben von Gregor K. Stasch (= Katalog. Bd. 25), Vonderau-Museum Fulda. Michael Imhof Verlag, Fulda 2010, S. 57–62.
- Die Brüder Grimm – Leben und Wirken. Führer durch das Brüder Grimm-Haus in Steinau an der Straße, Worms 2011.
- Die Brüder Grimm und die Märchenwelt. Führer durch das Brüder Grimm-Haus in Steinau an der Straße, Worms 2011.
- mit Gerd Euler, Florian Tripp: „vergangen – aktuell – zeitlos“ – Das Werk des Steinauer Malers Willi Tripp (1896–1975), Museum Brüder Grimm-Haus, Steinau an der Straße 2021.
- Jacob and Wilhelm Grimm – German Popular Stories. Children's and Household Tales. Sammlung der ersten ins Englische übersetzten Märchen, illustriert mit zeitgenössischen und modernen Illustrationen. TRIGA – Der Verlag, Gelnhausen 2023, ISBN 978-3-95828-288-9.

Musiktheaterprojekte
- Hochschule für Musik und Theater Hamburg: Mozart und Salieri (Dramaturgie; 2007).
- Oper Frankfurt: dramaturgische Mitarbeit u. a. bei Hänsel und Gretel, L’elisir d’amore und Mefistofele.